# 沈阳音乐学院

沈阳音乐学院位于中國遼寧省沈阳市和平区三好街61号，是東北地區音乐和艺术领域最高学府。

## 历史
1938年春，毛泽东、周恩来在延安创立了鲁迅艺术文学院；1945年至1953年为东北鲁迅文艺学院，1953年至1958年为东北音乐专科学校，1958年以后为沈阳音乐学院。
首任院长为著名作曲家、音乐教育家李劫夫，现任院长为著名男高音歌唱家、音乐教育家刘辉。
1999年，沈阳音乐学院被教育部确定为国家大学生文化素质教育基地，2000年，沈阳音乐学院被教育部授予“全国学校艺术教育工作先进单位”。
学院有校本部、南校区、桃仙校区、大连校区共4个本科教学校区，以及附属中等音乐学校和附属中等舞蹈学校。在传统的音乐表演、音乐学、作曲与作曲技术理论、舞蹈表演、舞蹈学、舞蹈编导等专业的基础上，又开设了表演、广播电视编导、播音与主持艺术等专业。目前本科人才培养达70余个专业方向。
学院拥有国务院学位委员会授予的音乐与舞蹈学、艺术学理论两个一级学科硕士学位授予权点，首批获得国务院学位委员会批准的艺术硕士（MFA）授予权。

## 教學實力
辽宁省重点打造七院校之一，師資中国家一级演员、国家一级演奏员達100多位，师生在国际、国内各类重大专业比赛中获奖达400余人次，乐器发明研制获国家专利9项。学院藏书20余万册，其中乐谱6万余册，音乐理论书近2万册。
院长、著名男高音歌唱家、音乐教育家刘辉教授被评为省级教学名师和国家级教学名师。杨久盛研究员的课题《清代盛京宫廷乐舞研究》評为全国艺术科学规划课题。郎朗3歲便師從瀋陽音樂學院朱雅芬教授學習鋼琴，5歲時在瀋陽鋼琴比賽中獲得第一名。
七項課程內容被評為省級精品課：
- 《中国音乐史》陈秉义
- 《西方音乐史与赏析》彭永启
- 《和声学》王进
- 《曲式与作品分析》曹家韵
- 《中国民族民间音乐-民歌》冯志莲
- 《舞蹈编导》阎成立、初培林、刘卓
- 《艺术概论》马欣

## 系所單位
| 作曲系       | 声乐歌剧系   | 民族声乐系   | 民族器乐系   |
| 管弦系       | 钢琴系       | 音乐学系     | 音乐科技系   |
| 音乐教育学院 | 现代音乐学院 | 戏剧影视学院 | 舞蹈学院     |
| 大连分院     | 思政课科研部 | 公共基础部   | 继续教育学院 |

- 国际音乐教育中心
- 附属中等舞蹈学校
- 附属中等音乐学校
- 音乐舞蹈研究所
- 鲁艺音乐舞蹈文化研究院
- 人文艺术研究院
- 东北音乐创新实验室
- 沈阳音乐学院-莫斯科国立柴可夫斯基音乐学院专家教学中心 （页面存档备份，存于）

## 著名校友
- 李代沫
- 吴莫愁
- 汪苏泷
- 焦邁奇
- 張瑋
- 李嘉格
- 劉維
- 王晰
- 畢雯珺
- 張禾禾
- 郑棋元
- 井朧
- 井迪兒
- 梦然